# Sylvia Torf
Sylvia Torf, née Pier (née le 3 mai 1889 à Odessa, Empire russe, morte après 1939) est une actrice allemande.

## Biographie
Sylvia Torf voyage dans divers pays européens avec ses parents dès l'âge de dix ans avant que la famille ne s'installe en Allemagne en 1905. Elle étudie la philosophie, l'histoire de l'art et la chimie à Berlin, Gießen, Heidelberg et Berlin. Le mariage avec un chanteur d'opéra ne dura que brièvement, puis elle est découverte pour le cinéma en 1919. Elle apparaît sur les scènes provinciales (comme Sopot) dans des pièces telles que La Marraine de Charley.
Urban Gad la choisit dans son film dramatique de 1920 Weltbrand, suivi d'autres rôles de figuration dans de nombreux films muets et quelques parlants. Elle joue dans plusieurs productions de Prometheus Film et dans certaines productions clés de G. W. Pabst. Avec la prise du pouvoir des nazis en 1933, la carrière cinématographique de Sylvia Torf se termine brusquement car, en tant que femme vraisemblablement à moitié juive, comme le disait une note de la Chambre du cinéma du Reich, elle n'est plus choisie. Néanmoins, apatride, l'artiste reste à Berlin jusqu'en 1939. Le 17 avril 1939, elle réussit à s'échapper de Brême à Shanghai. Sylvia Torf disparaît ensuite.

## Filmographie
- 1920 : Weltbrand (de)
- 1920 : Die entfesselte Menschheit (de)
- 1920 : Rheinzauber
- 1921 : Irrende Seelen (de)
- 1921 : Der Leidensweg der Inge Krafft (de)
- 1921 : Seines Bruders Leibeigener
- 1922 : Aimez-vous les uns les autres de Carl Theodor Dreyer
- 1922 : Der Todesreigen
- 1922 : Marie-Antoinette (de)
- 1924 : Thamar, das Kind der Berge (de)
- 1924 : Die Bacchantin
- 1925 : La Rue sans joie de Georg Wilhelm Pabst
- 1925 : Les Déshérités de la vie de Gerhard Lamprecht
- 1926 : L'Étudiant de Prague de Henrik Galeen
- 1926 : Der Liebe Lust und Leid
- 1926 : Überflüssige Menschen
- 1926 : Die Waise von Lowood (de)
- 1927 : Einer gegen alle
- 1927 : Der Herr der Nacht
- 1927 : Das Mädchen von der Heilsarmee
- 1927 : Das Mädchen aus der Fremde
- 1928 : Die Hölle der Jungfrauen de Robert Dinesen
- 1928 : Schenk mir das Leben
- 1928 : L'Enfer d'amour (Liebeshölle) de Wiktor Biegański et Carmine Gallone
- 1928 : Der Hafenbaron
- 1929 : Le Cadavre vivant de Fedor Ozep
- 1929 : S.O.S. de Carmine Gallone
- 1929 : Kinder der Straße (de)
- 1929 : Großstadtjugend
- 1929 : Wer wird denn weinen, wenn man auseinandergeht (de)
- 1929 : Autobus Nr. 2 (de)
- 1929 : Le Journal d'une fille perdue de Georg Wilhelm Pabst
- 1929 : Geheimpolizisten (de)
- 1930 : Nur am Rhein
- 1931 : Die Försterchristel
- 1931 : L'Opéra de quat'sous de Georg Wilhelm Pabst
- 1931 : L'Auberge du père Jonas de Harry Piel
- 1933 : Ganovenehre (de)